# Pepřovníkovité
Pepřovníkovité (Piperaceae) je čeleď nižších dvouděložných rostlin z řádu pepřotvaré (Piperales).

## Charakteristika
Byliny, bylinné i dřevité liány a keře nebo i stromy s měkkým a ne zcela dřevnatým dřevem. Cévní svazky jsou v několika kruzích, kambium má jen vnější kruh. Charakteristické jsou ztlustlé nody a sympodiální větvení stonku – hlavní stonek vytváří květentví a růst pokračuje postranní větví. Listy jsou jednoduché, střídavé nebo výjimečně vstřícné či přeslenité, celokrajné, s drobnými palisty srůstajícími s řapíkem nebo bez palistů. Květy jsou bezobalné, jedno nebo oboupohlavné, v hustých klasech nebo hroznech, často zanořené do osy květenství, někdy obklopené 1 listenem a 2 listenci, tvořícími cosi jako okvětí. Tyčinky jsou 2–6, gyneceum svrchní, z 1 až 4 synkarpních plodolistů. Plodem je jednosemenná bobule nebo peckovice.
Čeleď obsahuje až 2 000 druhů v 7–10 rodech. Rozšíření je pantropické.

## Zástupci
- pepřinec (Peperomia)
- pepřovník (Piper)

## Seznam rodů
Manekia, Peperomia, Piper, Verhuellia, Zippelia